# 임계 구역
임계 구역(critical section) 또는 공유변수 영역은 병렬컴퓨팅에서 둘 이상의 스레드가 동시에 접근해서는 안되는 공유 자원(자료 구조 또는 장치)을 접근하는 코드의 일부를 말한다. 임계 구역은 지정된 시간이 지난 후 종료된다. 때문에 어떤 스레드(태스크 또는 프로세스)가 임계 구역에 들어가고자 한다면 지정된 시간만큼 대기해야 한다. 스레드가 공유자원의 배타적인 사용을 보장받기 위해서 임계 구역에 들어가거나 나올때는 세마포어 같은 동기화 매커니즘이 사용된다.

## 코드의 구역
각 프로세스는 자신의 임계 구역에 진입하려면 진입허가를 요청해야 한다. 이런 요청을 구현하는 코드 부분을 입장 구역(entry section)이라고 한다. 입장 구역에서 기다리다가 진입 허가가 나면 임계 구역에 들어간다. 임계 구역 이후에는 임계 구역을 빠져나왔음을 알리는 코드 부분인 퇴장 구역(exit section)이 있다. 또한, 그밖의 나머지 코드 부분들을 총칭하여 나머지 구역(remainder section)이라 한다.
- 코드 예시

```
do {
      wait(mutex);   //입장 구역
```

```
      
임계 구역
```

```
      signal(mutex); //퇴장 구역
```

```
      나머지 구역
}
```

## 임계 구역 문제
임계 구역 문제란 임계 구역으로 지정되어야 할 코드 영역이 임계 구역으로 지정되지 않았을 때 발생할 수 있는 문제를 말한다.

### 관련 문제
- 입출금 문제
- 생산자-소비자 문제
- 독자-저자 문제

## 같이 보기
- 피터슨의 알고리즘
- 빵집 알고리즘